# Ananuri
Ananauri (en georgiano: ფასანაური) es un pueblo en el norte de Georgia, ubicada en el norte de la región de Mtsjeta-Mtianeti y siendo parte del municipio de Dusheti. 

## Geografía
Ananuri está ubicado en la orilla derecha del río Aragvi, 23 km al norte de Dusheti.

## Historia
Ananuri tenía una ubicación geográfica y estratégica favorable ya que aquí convergían las principales carreteras que venían del norte a través de los valles de Tergi y Aragvi, y del sur desde Iberia Interior. Después de la creación del ducado de Aragvi, Ananuri se incluyó en este saeristavo. Aquí estaba la principal fortaleza de la nobleza aragvi, y en los siglos XVII y XVIII, la nobleza de Aragvi alcanzó una fuerza especial. En 1743, el rey Teimuraz II de Kajetia abolió el ducado y colocó a Ananuri bajo la autoridad del rey. La ubicación en el cruce de rutas comerciales condujo al desarrollo del comercio en Ananuri, principalmente la alfarería. En 1786, Ananuri fue conquistada por Omar Kan V. 
En 1803-1821, Ananuri fue un centro de mercado, aunque no se le concedió el estatus de ciudad. En 1811, Ananuri fue mencionada como ciudad independiente. En 1804, el general Tsitsiánov, que emprendió una campaña en Ereván, envió un ejército a la población y limpió por la fuerza el tramo de la carretera Stepantsminda-Ananuri. Debido a las duras condiciones laborales, murieron 23 personas, lo que provocó el levantamiento del mazri. En 1812, el campesinado del mazri de Ananuri se unió a la rebelión de los campesinos de Kajetia, razón por la cual los colonizadores rusos quemaron Ananuri. 

## Demografía
La evolución demográfica de Ananuri entre 2002 y 2014 fue la siguiente:
| 508                                             | 336 |
| (Fuente: Population of Georgia in Soviet times) |     |

Según el censo de 2014, los georgianos constituían el 100% de la población local.

## Economía
En tiempos soviéticos, la ganadería estaba muy desarrollada en Ananuri.  

## Infraestructura

### Arquitectura, monumentos y lugares de interés
Aquí se encuentra la fortaleza de Ananuri, construida en el siglo XVI y considerada como una de las más importantes de toda Georgia.

### Transporte
Ananuri está situada en la carretera militar de Georgia. 